# Antoine Gounet
Antoine Gounet (Saint-Doulchard, 16 oktober 1988) is een Frans voormalig voetballer die als doelman speelde.

## Carrière
Antoine Gounet was tussen 2008 en 2011 reservekeeper bij Tours FC. In 2011 maakte hij de overstap naar Brentford FC, waar hij één wedstrijd speelde. Dit was in de FA Cupwedstrijd tegen Bradford City AFC. Hier vertrok hij in 2013, waarna hij een contractaanbod van Stade Lavallois weigerde. In 2014 speelde hij op proef bij Fulham FC en Hibernian FC, maar kreeg bij deze clubs geen contract. Tussen 2014 en 2016 stond hij onder contract bij Luçon FC, waar hij niet speelde. In januari 2016 speelde hij op proef bij Go Ahead Eagles, maar dit leverde geen contract op. In 2016 speelde hij voor Magreb '90 in de Topklasse. In de winterstop van 2017 speelde hij op proef voor N.E.C., wat geen contract opleverde. Hierna tekende hij voor Achilles '29. Door problemen met zijn werkvergunning, was hij pas in maart speelgerechtigd voor Achilles. Hij debuteerde niet en met Achilles degradeerde hij uit de Eerste Divisie. Gounet vervolgde zijn loopbaan bij US Quevilly-Rouen Métropole in de Ligue 2.

### Statistieken
| Seizoen                   | Club                          | Land           | Competitie        | Competitie | Competitie | Beker | Beker | Totaal | Totaal |
| Seizoen                   | Club                          | Land           | Competitie        | Wed.       | Dlp.       | Wed.  | Dlp.  | Wed.   | Dlp.   |
| ------------------------- | ----------------------------- | -------------- | ----------------- | ---------- | ---------- | ----- | ----- | ------ | ------ |
| 2008/09                   | Tours FC                      | Frankrijk      | Ligue 2           | 0          | 0          | 0     | 0     | 0      | 0      |
| 2009/10                   | Tours FC                      | Frankrijk      | Ligue 2           | 0          | 0          | 0     | 0     | 0      | 0      |
| 2010/11                   | Tours FC                      | Frankrijk      | Ligue 2           | 0          | 0          | 0     | 0     | 0      | 0      |
| 2011/12                   | Brentford FC                  | Engeland       | League One        | 0          | 0          | 0     | 0     | 0      | 0      |
| 2012/13                   | Brentford FC                  | Engeland       | League One        | 0          | 0          | 1     | 0     | 1      | 0      |
| 2014/15                   | Luçon FC                      | Frankrijk      | National          | 0          | 0          | 0     | 0     | 0      | 0      |
| 2015/16                   | Luçon FC                      | Frankrijk      | National          | 0          | 0          | 0     | 0     | 0      | 0      |
| 2015/16                   | Magreb '90                    | Nederland      | Topklasse Zo.     | 11         | 0          | 0     | 0     | 11     | 0      |
| 2016/17                   | Achilles '29                  | Nederland      | Eerste divisie    | 0          | 0          | 0     | 0     | 0      | 0      |
| 2016/17                   | Jong Achilles '29             | Nederland      | Derde divisie Zo. | 4          | 0          | –     | –     | 4      | 0      |
| 2017/18                   | US Quevilly-Rouen Métropole   | Frankrijk      | Ligue 2           | 0          | 0          | 0     | 0     | 0      | 0      |
| 2017/18                   | US Quevilly-Rouen Métropole B | Frankrijk      | National 3        | 9          | 0          | –     | –     | 9      | 0      |
| 2018/19                   | US Quevilly-Rouen Métropole   | Frankrijk      | National          | 0          | 0          | 1     | 0     | 1      | 0      |
| 2018/19                   | US Quevilly-Rouen Métropole B | Frankrijk      | National 3        | 12         | 0          | –     | –     | 12     | 0      |
| Carrièretotaal            | Carrièretotaal                | Carrièretotaal | Carrièretotaal    | 36         | 0          | 2     | 0     | 38     | 0      |
| Bijgewerkt op 29 mei 2025 |                               |                |                   |            |            |       |       |        |        |